# Utkirbek Haydarov
Utkirbek Haydarov est un boxeur ouzbek né le 25 janvier 1974 à Andijon.

## Carrière
Médaillé de bronze aux Jeux olympiques d'Athènes en 2004 dans la catégorie mi-lourds, sa carrière amateur est également marquée par un titre de champion du monde à Houston en 1999 et par une médaille d'or aux Jeux asiatiques de 2002 à Pusan en poids moyens.

## Palmarès

### Jeux olympiques
- Médaille de bronze en -81 kg aux Jeux de 2004 à Pékin, Chine
- Éliminé au premier tour aux Jeux de 2000 à Sydney, Australie

### Championnats du monde
- Médaille d'or en -75 kg en 1999 à Houston, États-Unis

### Jeux asiatiques
- Médaille d'or en -75 kg en 2002 à Pusan, Corée du Sud